# Xã Harrison, Quận Carroll, Ohio
Xã Harrison (tiếng Anh: Harrison Township) là một xã thuộc quận Carroll, tiểu bang Ohio, Hoa Kỳ. Năm 2010, dân số của xã này là 2.478 người.